# Шиллінген
Шиллінген (нім. Schillingen) — громада в Німеччині, розташована в землі Рейнланд-Пфальц. Входить до складу району Трір-Саарбург. Складова частина об'єднання громад Кель-ам-Зе.
Площа — 19,58 км2. Населення становить 1191 ос. (станом на 31 грудня 2020).

## Галерея

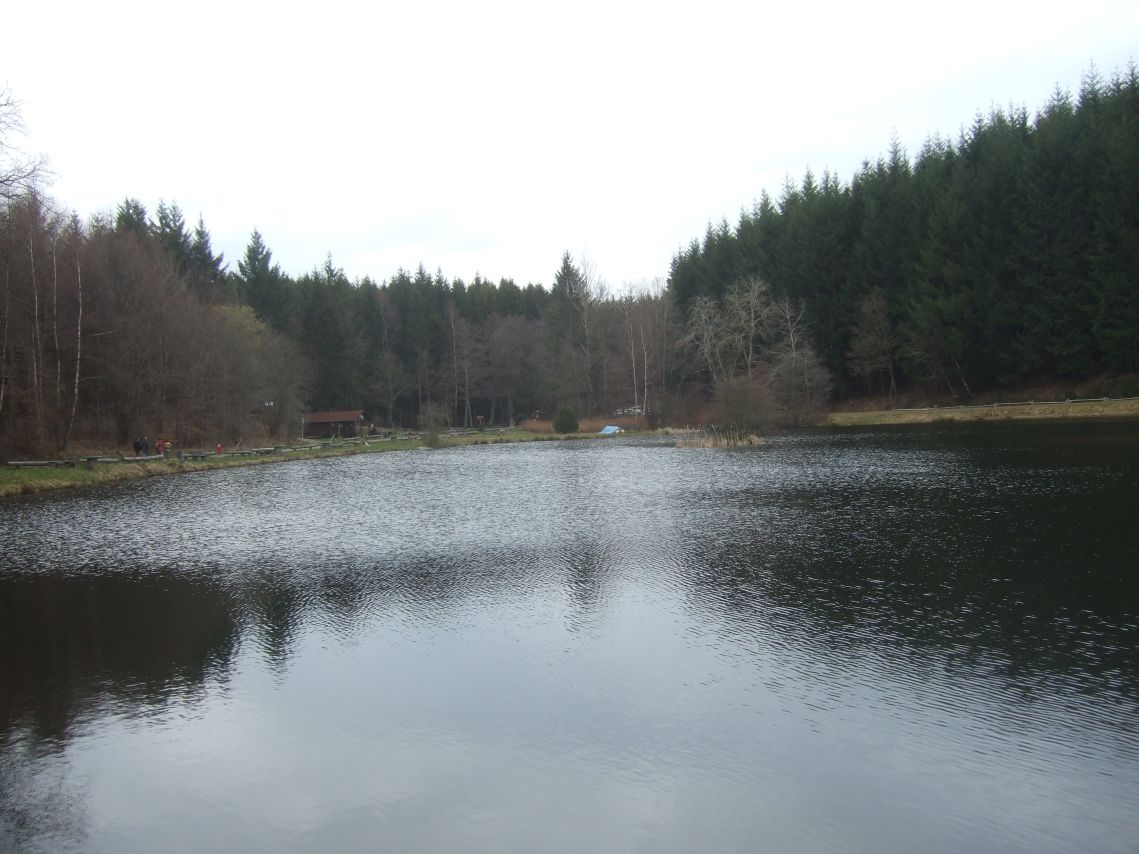
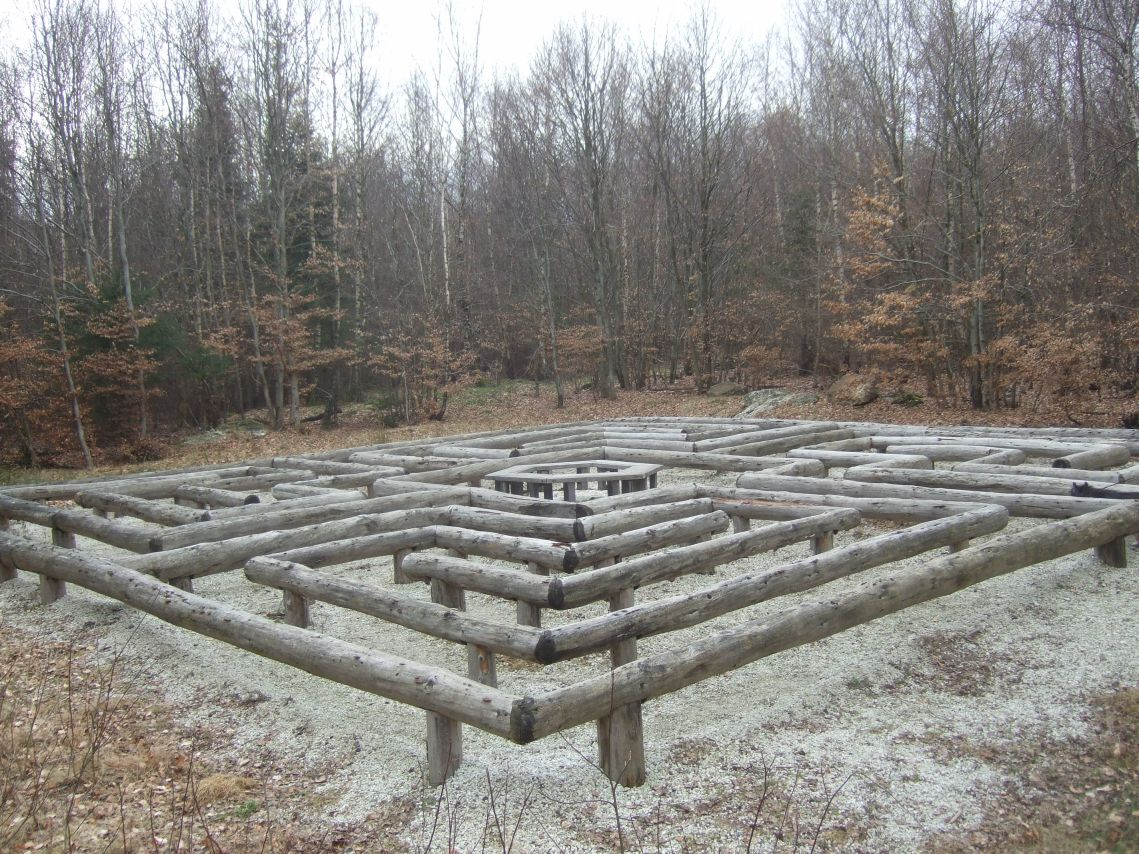
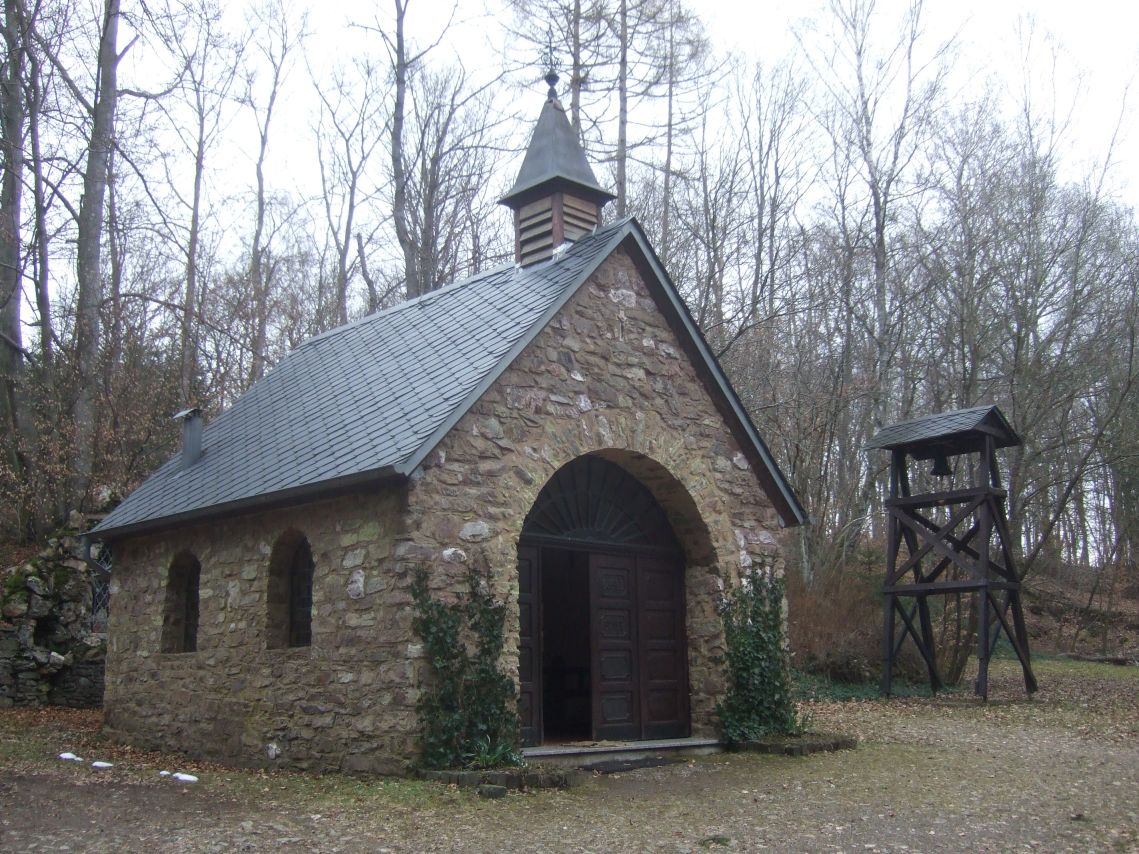